# A Temperamental Wife

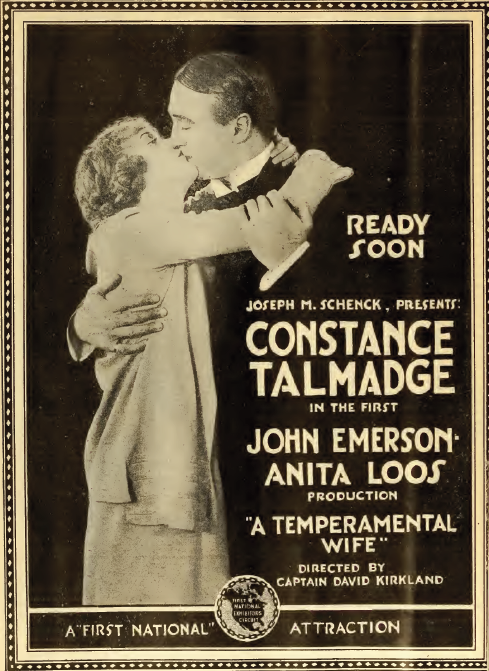
Affiche du film extraite du Film Daily du 13 juillet 1919.

A Temperamental Wife est un film muet américain réalisé par David Kirkland, sorti en 1919 et tiré d'une pièce de théâtre écrite par Jane Cowl et Jane Murfin intitulée Information Please,.

## Fiche technique
- Titre original : A Temperamental Wife
- Réalisation : David Kirkland
- Scénario : John Emerson, Anita Loos, Jane Cowl, Jane Murfin
- Photographie : Oliver T. Marsh
- Producteurs : John Emerson, Anita Loos
- Société de production : Constance Talmadge Film Company
- Société de distribution : First National Exhibitors' Circuit
- Pays d’origine :  États-Unis
- Format : Noir et blanc — 35 mm — 1,33:1 — Muet
- Durée : 60 minutes
- Dates de sortie :
  - États-Unis : 14 septembre 1919

## Distribution
- Constance Talmadge : Billie Billings
- Wyndham Standing : Sénateur Newton
- Ben Hendricks Sr. : Dr. Wise
- Eulalie Jensen : Smith
- Armand Kaliz : Comte Tosoff de Zoolac
- Ned Sparks : l'employé de l'hôtel

## Photos du film
Ces photos sont extraites du  Motion Picture News du 16 août 1919.

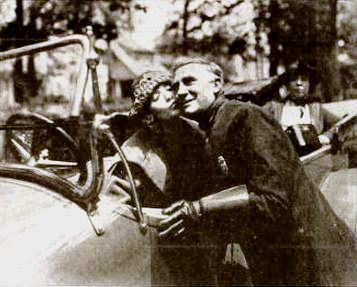
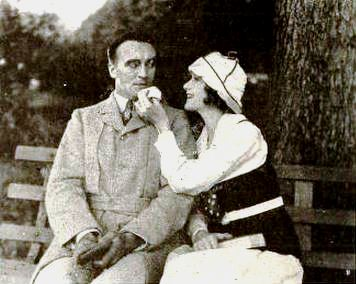
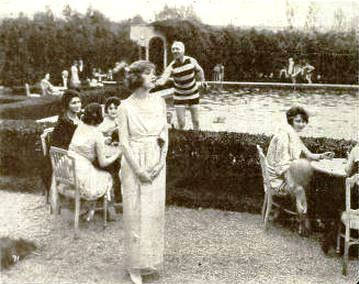
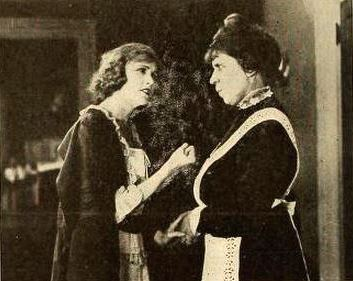
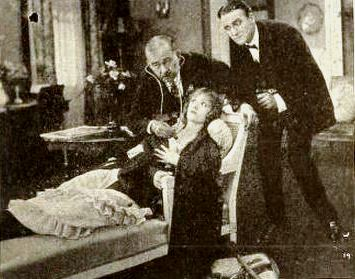
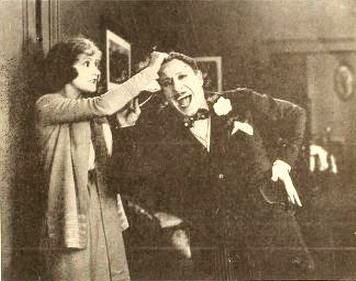
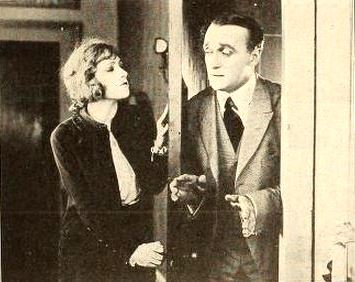
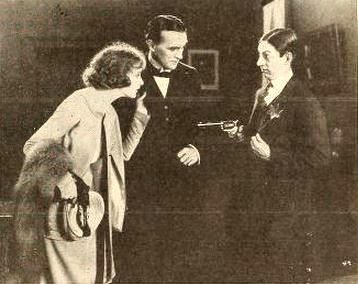